# SN 2001ks
SN 2001ks – supernowa typu Ia odkryta 18 kwietnia 2001 roku w galaktyce A075646+3659. W momencie odkrycia miała maksymalną jasność 18,70m.